# Cadillac Eldorado
Der Cadillac Eldorado war ein Fahrzeug der Oberklasse (Personal luxury car) der zum General-Motors-Konzern gehörenden Marke Cadillac. Er wurde in diversen Versionen von 1953 bis 2002 hergestellt. Generell wird dabei zwischen den Modellen (1953 bis 1965) mit Hinterradantrieb und den Fahrzeugen mit Frontantrieb (ab 1967) unterschieden. In der ersten Phase waren die Eldorado-Modelle in erster Linie Cabriolets, die zeitweise auch Eldorado Biarritz hießen. Ihnen wurden in einzelnen Jahren Coupés mit der Bezeichnung Eldorado Seville und viertürige Limousinen (Eldorado Brougham) zur Seite gestellt. Ab 1967 waren die Eldorados hochpreisige Coupés mit eigenständigen Karosserien, von denen es gelegentlich auch offene Versionen gab. Sie hießen anfänglich Fleetwood Eldorado.

## Eldorado mit Hinterradantrieb
1953 lancierte Cadillac den ersten Eldorado. Die Modellbezeichnung knüpfte an das legendäre Goldland Eldorado in Südamerika an. Markenintern war der Eldorado zunächst als Sondermodell der Series 62 positioniert, obwohl seine Karosserien in den meisten Jahren von den Standard-Aufbauten abwichen. Ab 1959 wurde der Eldorado als eigenständige Baureihe außerhalb der Series 62 geführt. Ungeachtet dessen hatte er zu dieser Zeit aber keine stilistische Eigenständigkeit mehr.

### Entstehungsgeschichte
Die Series 62 war seit 1952 Cadillacs preiswerteste und zugleich erfolgreichste Baureihe. Sie wurde als Coupé, als Cabriolet und als viertürige Limousine produziert. Neben den Basismodellen der Series 62 gab es seit 1949 auch ein Coupe DeVille, das als Sondermodell innerhalb der Series 62 verkauft wurde. Das Coupe DeVille war aus einem Showcar hervorgegangen, das Cadillac im Februar 1949 auf der Motorama-Ausstellung gezeigt hatte. Seitdem war es parallel zum regulären, aber deutlich preiswerteren Series 62 Coupé im Angebot. 1953 wiederholte Cadillac diesen Entwicklungsprozess im Segment der Cabriolets. Anknüpfungspunkt war diesmal ein gezeigtes Showcar namens El Dorado Golden Anniversary, das 1952 anlässlich des 50. Jubiläums der Marke Cadillac gezeigt worden war. Wie schon drei Jahre zuvor beim Coupe DeVille, wurde das Showcar zur Serienreife entwickelt und im Folgejahr mit der Modellbezeichnung Eldorado neben den regulären Series-62-Modellen angeboten. Cadillac hatte damit ab 1953 sowohl bei den Coupés als auch bei den Cabriolets jeweils eine Basis- und eine hochpreisige Luxusversion im Angebot: Über dem Series 62 Coupé stand das Coupe DeVille, und über dem Series 62 Convertible war das Eldorado Cabriolet positioniert.

### Erste Serie: 1953

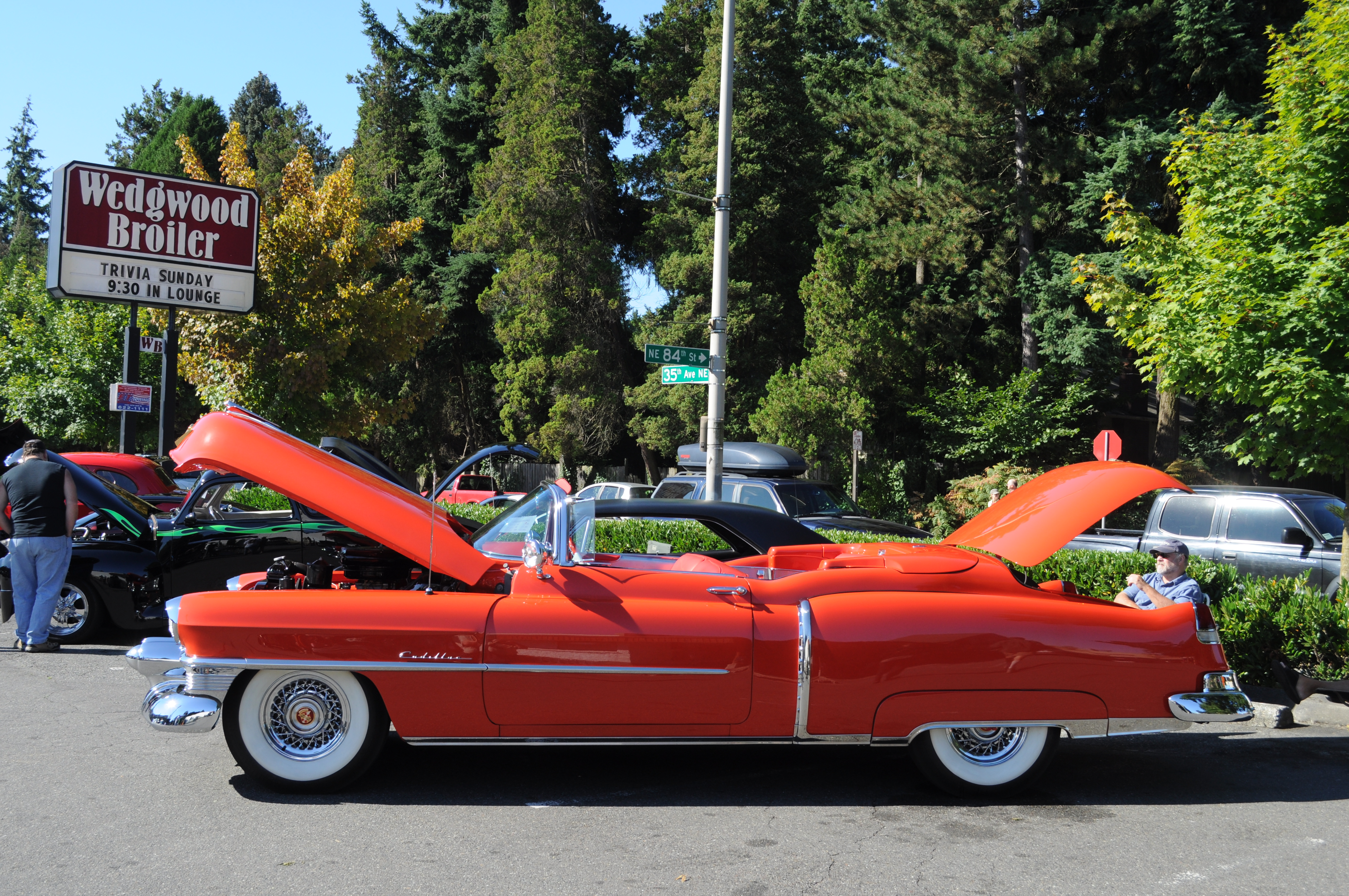
Cadillac Eldorado (1953)

Der erste Eldorado des Modelljahrgangs 1953 war technisch und stilistisch eine Sonderversion des Cadillac-Series-62-Cabriolets. Die Fahrwerks- und Antriebstechnik glich der der Basis-Cadillacs. Der Eldorado wurde ebenso wie alle übrigen Cadillac-Modelle von einem 5,4 Liter großen V8-Motor mit einer Nennleistung von 210 brutto SAE-HP angetrieben, womit der Wagen eine Höchstgeschwindigkeit von über 160 km/h erreichte. Die Karosserie war allerdings um 30 mm tiefergelegt, wodurch sich eine niedrigere Silhouette ergab. Äußerlich unterschied er sich von dem Basismodell vor allem durch eine Panoramascheibe und durch eine in Wagenfarbe lackierte Metallabdeckung, die über dem heruntergeklappten Stoffverdeck installiert war. Im Bereich der Seitenfenster war die Linienführung geändert: Hier fiel die Gürtellinie leicht ab. Die Serienausstattung war vollständig. Eine Besonderheit war das mit echtem Leder bezogene Armaturenbrett. Im ersten Modelljahr wurde der Eldorado zu einem Preis von 7750 US$ angeboten. Er war damit doppelt so teuer wie ein Series 62 Coupé und 3500 US$ teurer als das Series 62 Convertible. Selbst die große Limousine der Series 75 war 2000 US$ günstiger. Der Eldorado galt als käufliches «Dream Car». Vor allem wegen seines hohen Preises setzte Cadillac 1953 nur 532 Exemplare des Eldorado ab. Sie sind heute besonders gesuchte Sammlermodelle.
Landesweite Bekanntheit erlangte das Eldorado Cabriolet bereits im Januar 1953, als Dwight D. Eisenhower anlässlich seiner Einführung in das Amt des Präsidenten der Vereinigten Staaten im Fond eines weißen Eldorado an einer Parade in Washington teilnahm. Die Veranstaltung wurde in allen Bundesstaaten im Fernsehen übertragen. Wenige Tage zuvor war der Countrysänger Hank Williams im Fond seines hellblauen Eldorado gestorben.

### 1954

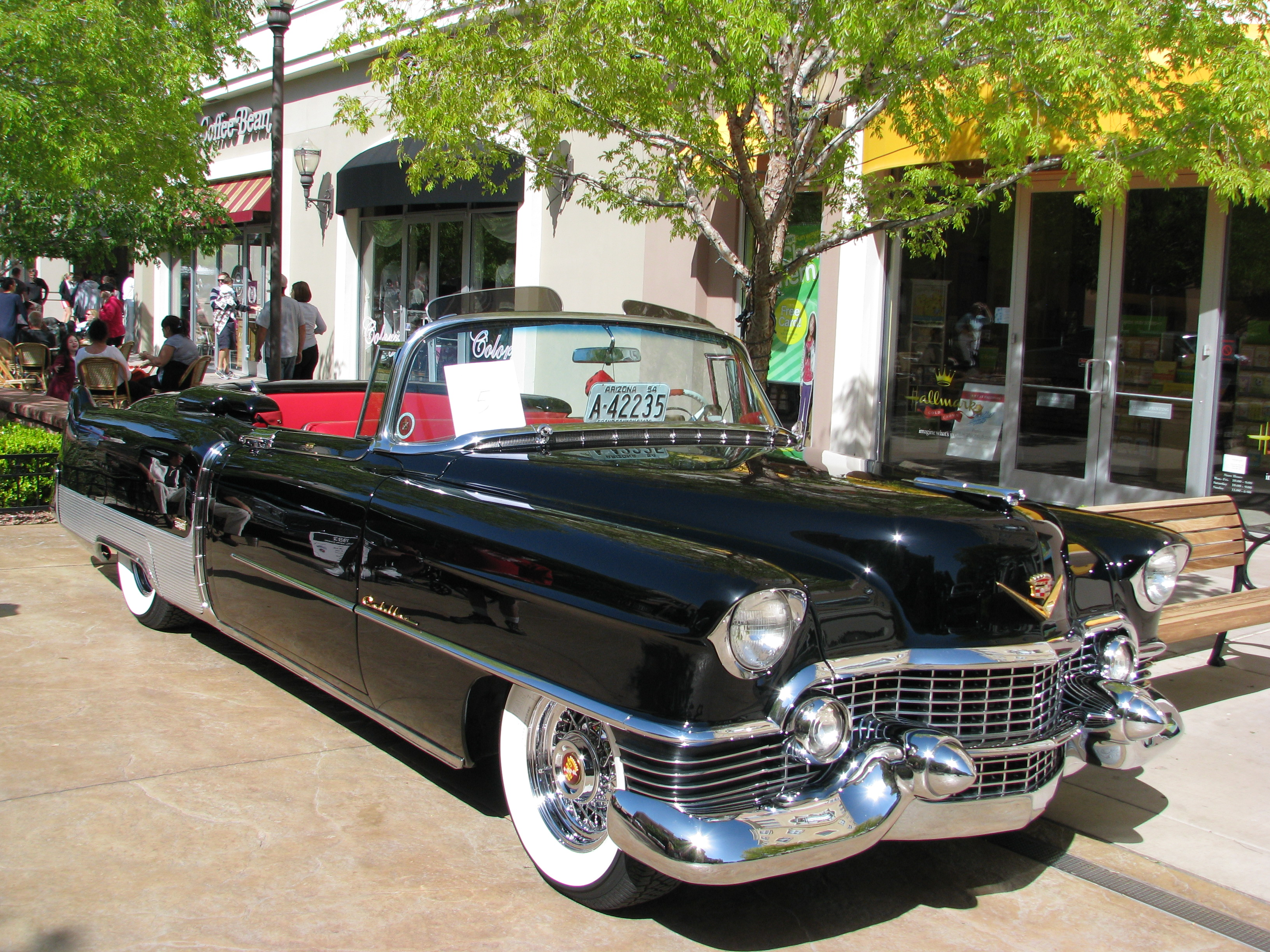
Cadillac Eldorado (1954)

Im Modelljahr 1954 verlor der Eldorado seine stilistischen Besonderheiten. Als Reaktion auf die schwachen Verkaufszahlen des Vorjahrs vereinfachte Cadillac den Eldorado und senkte den Preis zugleich erheblich. In diesem Jahr teilte der Eldorado die Karosserie vollständig mit dem Series 62 Convertible; eigenständig war nur der Chromschmuck an den Wagenflanken und an der Frontpartie. Der 5,4 Liter leistete nun 230 SAE-HP und brachte den rund 2,2 Tonnen schweren Wagen auf eine max. Geschwindigkeit von 185 km/h. Auch die Metallabdeckung für das Cabrioletverdeck wurde weiterhin angeboten. Die Ausstattung war wiederum hochwertiger als beim Cabriolet der Series 62. Sie umfasste unter anderem Chromspeichenräder und Sitzbezüge, in die Cadillacs Wappen eingeprägt war. Der Namenszug Eldorado fand sich in goldfarbenen Lettern an mehreren Stellen am Auto. Der Preis sank um fast 3000 US$ auf 4738 US$, womit der Wagen um 100 US$ günstiger war als die Limousine der Series 60. 1954 verkaufte Cadillac 2150 Exemplare des Eldorado.

### 1955 und 1956

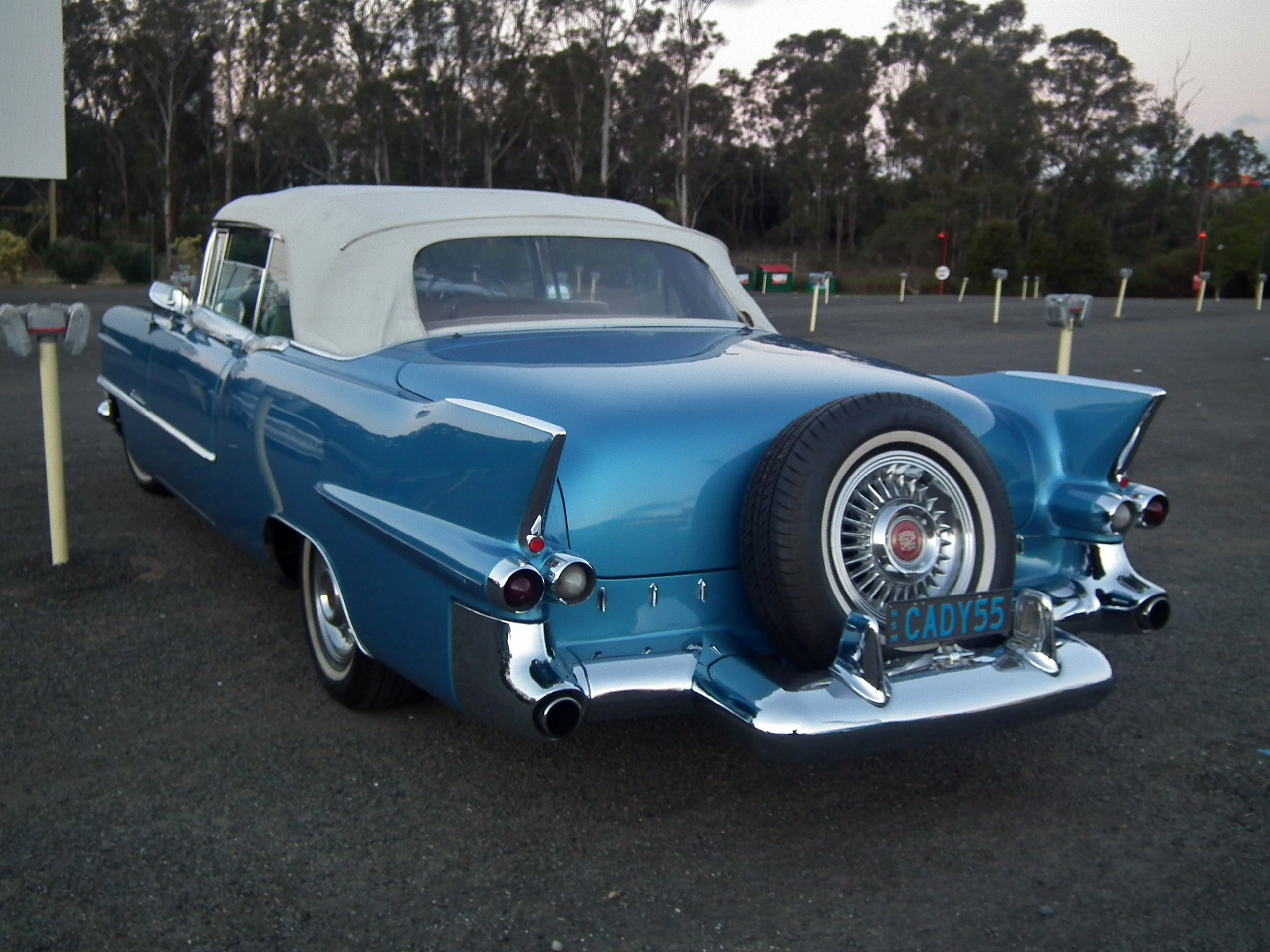
Haifischflossen am Heck eines Eldorado von 1955 (das Continental Kit war kein Werkszubehör)

Mit dem Modelljahr 1955 erhielt der Eldorado wieder eine in Teilen eigenständige Karosserie, mit der er sich äußerlich deutlicher von den regulären Series-62-Modellen abhob als der Vorgänger. Individuell war vor allem die Gestaltung der Heckpartie. Während die Series-62-Modelle noch die kleinen Aufsetzer auf den hinteren Ausläufern der Kotflügel hatten, mit denen der Designer Harley Earl 1948 die Mode der Heckflossen (engl. fins) begründet hatte, trugen die Eldorados der Jahrgänge 1955 und 1956 horizontal verlaufende, zugespitzte Erhöhungen am Heck, die an Haifischflossen erinnern sollten. Die Rückleuchten waren darin raketenförmig eingelassen. Dieses Design übernahm die Series 62 zum Modelljahr 1957 für alle regulären Modelle. Dann erhielt der Eldorado wiederum ein neues Heckdesign, mit dem er sich optisch von der Series 62 absetzte. Die Antriebstechnik entsprach nach wie vor dem regulären Series-62-Modellen, allerdings war die Leistung um 20 SAE-HP auf 270 SAE-HP exklusiv beim Eldorado erhöht worden. Die Leistungssteigerung wurde durch die Verwendung von zwei Doppel-Registervergasern erreicht.
Das Eldorado Cabriolet kostete 1955 in seiner Basisversion 6286 US$. Es war damit – abgesehen von der achtsitzigen Series 75-Limousine – wieder der teuerste Cadillac. Gleichwohl kam es im Vergleich zum Vorjahr beinahe zu einer Verdoppelung der Produktion. 1955 entstanden 3950 Exemplare.
1956 stellte Cadillac dem Eldorado Cabriolet ein zweitüriges Coupé mit Hardtop namens „Seville“ zur Seite. Das Cabriolet erhielt daraufhin zur Verbesserung der Binnendifferenzierung die Bezeichnung Eldorado Biarritz, die sich an den im französischen Baskenland gelegenen Badeort Biarritz anlehnte. Wie alle Cadillac-Modelle, erhielt auch der Eldorado in diesem Modelljahr einen neuen Motor mit einem auf 6,0 Liter (365 Kubikzoll) gestiegenen Hubraum und 305 SAE-HP. Der Preis des Cabriolets stieg in diesem Jahr auf 6556 US$. Die Produktion sank auf 2150 Exemplare.

### 1957 und 1958

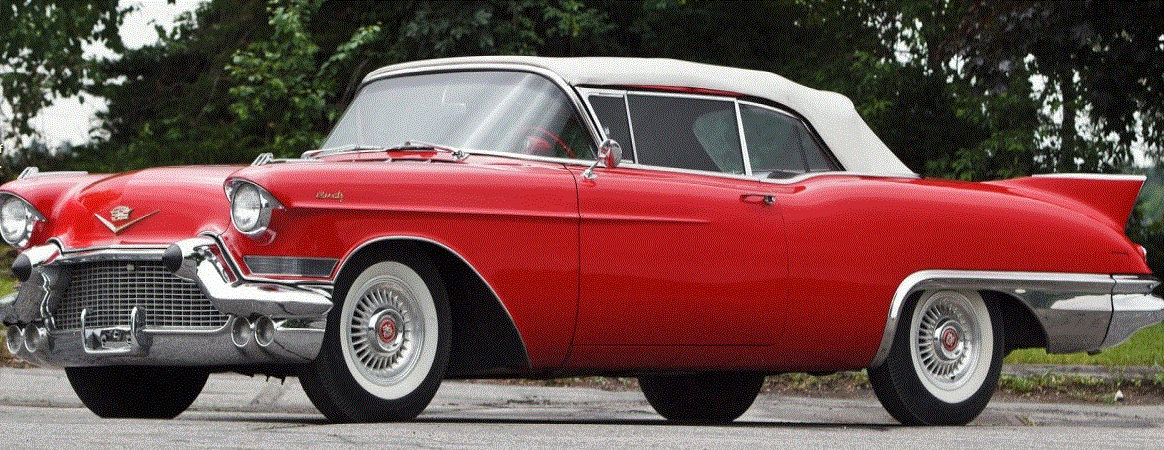
Cadillac Eldorado Biarritz (1957)

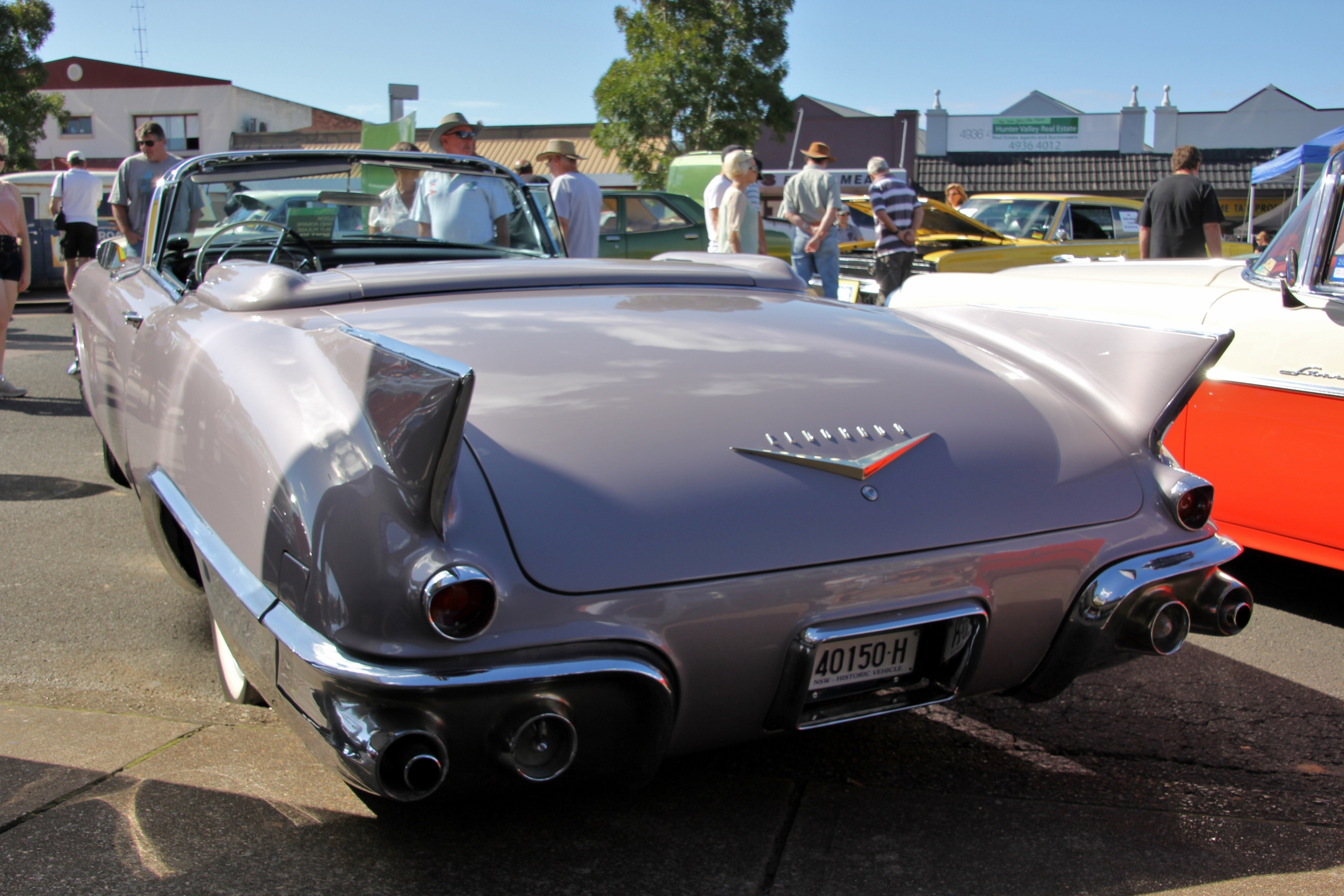
Chipmunk Cheeks und Shark Fins: Eldorado Biarritz (1957)

Da das Heckdesign des letztjährigen Eldorado Biarritz mit Beginn des Modelljahrs 1957 auf alle Cadillac-Modelle übertragen wurde, erhielt der Eldorado für 1957 seinerseits eine neue Heckpartie, mit der er sich erneut von den Standardmodellen unterschied. Die hinteren Kotflügel waren gewölbt und fielen zur Stoßstange hin ab. Darauf waren spitze, dreieckige Flügel installiert, die wiederum an Haifischflossen erinnern sollten. Im Volksmund etablierte sich allerdings die spöttische Bezeichnung Chipmunk Cheeks (deutsch etwa: Streifenhörnchen-Backen). Diese Gestaltung ging auf den damals 23-jährigen GM-Designer Ron Hill zurück. Zusammen mit den Standard-Cadillacs erhielt auch der Eldorado Biarritz eine vordere Panoramascheibe, die stark gewölbt war. Der Eldorado behielt den im Vorjahr eingeführten 6,0 Liter großen Achtzylinder-V-Motor. Seine Leistung wurde allerdings auf 325 SAE-HP erhöht.
Wie schon im Vorjahr bot Cadillac auch 1957 eine Hardtop-Version des Eldorado an. Die Baureihe konkurrierte in diesem Jahr vor allem mit dem Continental Mark II des Ford-Konzerns, der allerdings deutlich konservativer gestaltet und zudem erheblich teurer war. Hinzu kam nunmehr auch eine viertürige Limousine mit der Bezeichnung Eldorado Brougham, die allerdings stilistisch eigenständig war. Das Eldorado Coupé und das Cabriolet wurden 1957 zu einem Preis von jeweils 7286 US-$ angeboten. Der Eldorado Biarritz war damit 2000 US-$ teurer als das reguläre Convertible Coupé der Series 62. Cadillac produzierte in diesem Jahr 1800 Exemplare des Cabriolets und 2100 vom Coupé; das Series 62 Convertible Coupé verkaufte sich viermal so gut.
Im Modelljahr 1958 gab es abgesehen von einer Preiserhöhung auf 7500 US-$ keine großen Änderungen der Karosserie. Wesentlichste Änderung betraf die Front, die nunmehr vorhandenen Doppelscheinwerfer und die geänderte Stoßstange. Die Starrachse hinten bekam Schraubenfedern. Als Extra war eine Luftfederung mit Niveauregulierung verfügbar. Der Absatz des Eldorado Biarritz sank auf 815 Exemplare, vom Seville konnten 855 verkauft werden.

### 1959 bis 1966

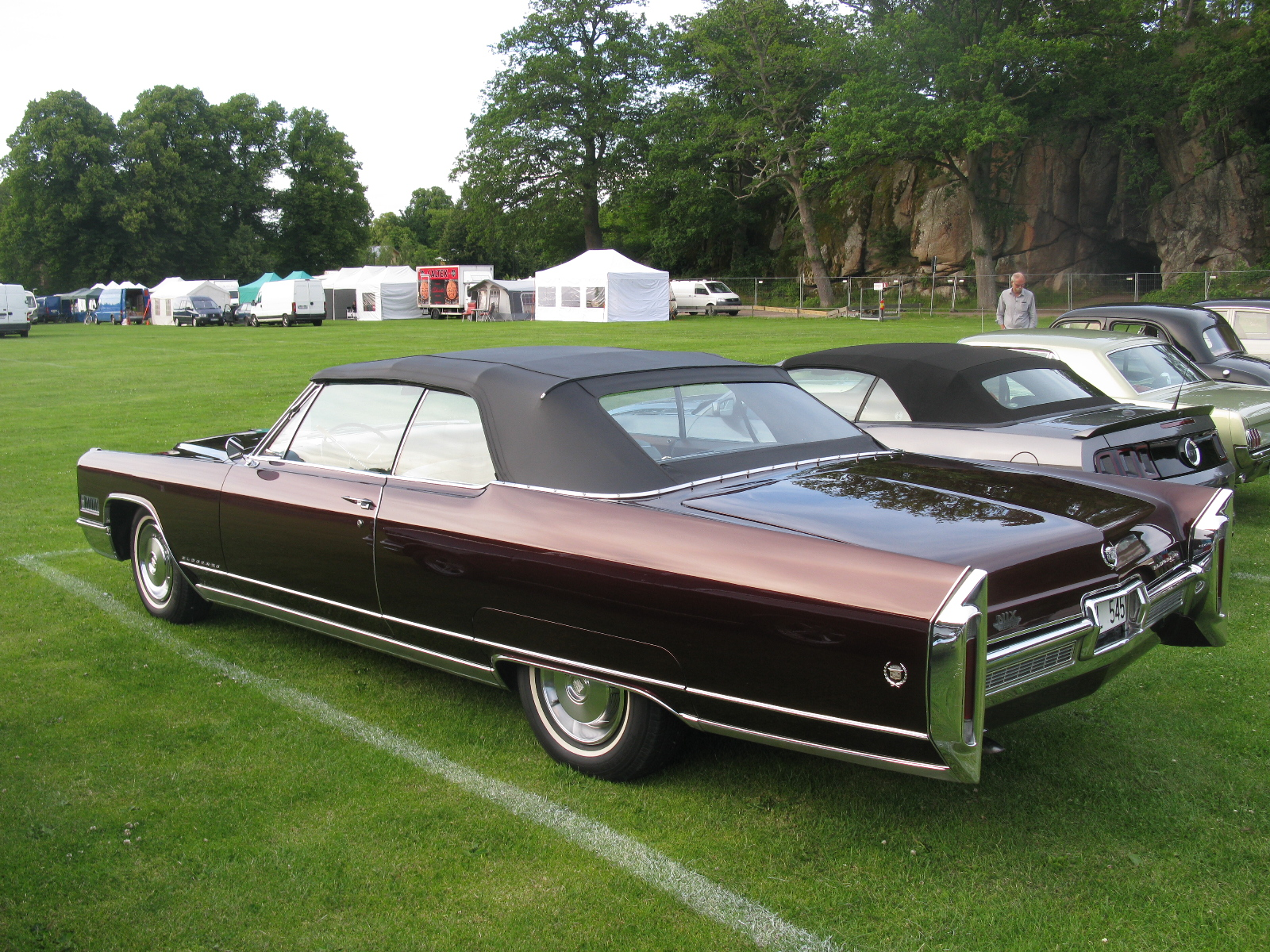
Cadillac Fleetwood Eldorado (1966)

Mit dem Modelljahr 1959 wurde der Eldorado – ebenso wie der DeVille – aus der Series 62 herausgelöst und zu einer eigenständigen Baureihe gemacht. Ungeachtet dessen verlor der Eldorado zu diesem Zeitpunkt seine stilistischen Besonderheiten. Wie schon 1954, teilte er ab 1959 die Karosserien der jeweiligen Standardmodelle, sodass er faktisch nicht mehr als eine besser ausgestattete Version des Series 62 Convertible bzw. (ab 1965) des DeVille Convertible wurde. Bis 1964 behielt der Eldorado den Namenszusatz Biarritz bei, obwohl er mangels anderer Bauformen für eine Differenzierung nicht mehr benötigt wurde. Ab 1965 ordnete das Marketing den Eldorado der Fleetwood-Reihe zu, sodass das Cabriolet als Fleetwood Eldorado verkauft wurde. Die Preise des Eldorado lagen in der ersten Hälfte der 1960er-Jahre jeweils etwa 1500 US$ über den Basis-Cabriolets und 1000 US$ über den DeVille Convertibles, wobei letztere erst ab 1965 angeboten wurden. Die Eldorado-Cabriolets der 1960er-Jahre waren wie schon ihre Vorgänger aus dem vorangegangenen Jahrzehnt seltene Fahrzeuge. Die Jahresproduktion lag regelmäßig im unteren vierstelligen Bereich. Nur 1965 und 1966 wurden jeweils mehr als 2000 Exemplare produziert; von 1959 bis 1964 entstanden jährlich nur etwas mehr als 1000 Fahrzeuge.

### Sonderformen: Eldorado Seville und Eldorado Brougham

#### Eldorado Seville

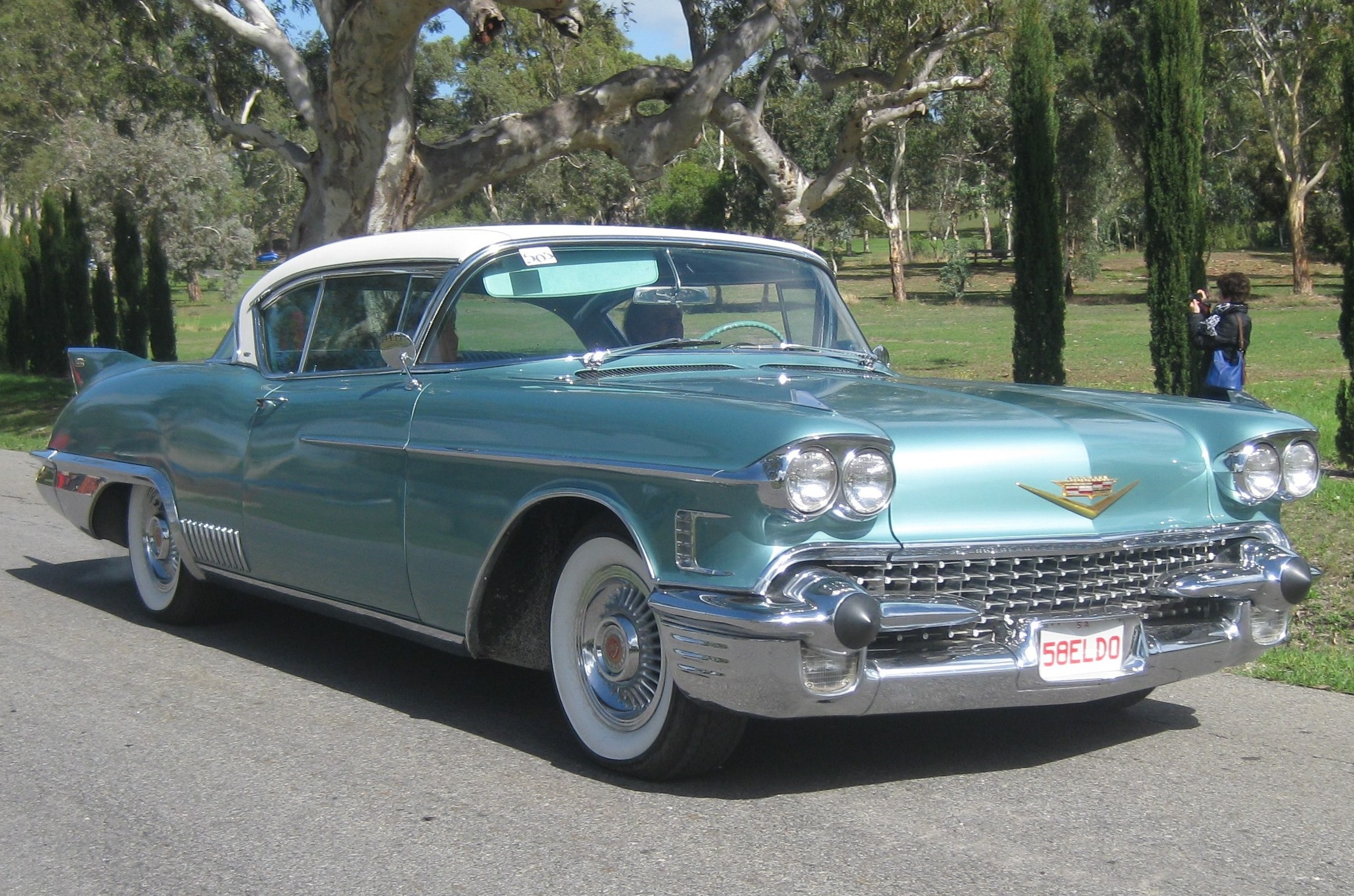
Cadillac Eldorado Seville (1958)

Von 1956 bis 1960 bot Cadillac parallel zum offenen Eldorado Biarritz geschlossene Versionen mit Hardtop an. Das zweitürige Coupé erhielt die Bezeichnung Eldorado Seville, die an die spanische Stadt Sevilla erinnerte. Es handelte sich dabei um Coupés, die technisch denen der Series 62 entsprachen. Stilistisch waren die Eldorado Sevilles vom Vorderwagen bis zum Dachabschluss mit den Standard-Coupés identisch. Allerdings trugen sie abweichend davon die Heckpartie des jeweiligen Eldorado Biarritz. Auch die Ausstattung entsprach den offenen Eldorado-Versionen. Der Eldorado Seville wurde zum gleichen Preis verkauft wie der Eldorado Biarritz. Der Eldorado Seville war in den drei Jahren seiner Produktion regelmäßig erfolgreicher als das Eldorado Biarritz Cabriolet: Von der geschlossenen Version entstanden 1956 fast doppelt so viele Exemplare wie vom Cabriolet. Mit dem Modellwechsel 1957 glichen sich die Verkaufszahlen beider Versionen beinahe an, allerdings lag der Seville sowohl 1957 (2100 Fahrzeuge) als auch 1958 (855 Exemplare) noch immer leicht vor dem Biarritz. Cadillac fertigte 1957 außerdem „etwa drei“ viertürige Versionen des Eldorado Seville, die allerdings Prototypen blieben und nicht in den Verkauf gingen.
Im Modelljahr 1960 erschien noch einmal eine Coupé-Version des Eldorado an. Sie hieß wiederum Eldorado Seville. Wie beim Eldorado Cabriolet, entsprach die Karosserie auch hier vollständig der der Series 62. Danach stellte Cadillac die Produktion von Eldorado-Coupés zunächst ein. Der Name Seville wurde eineinhalb Jahrzehnte später für eine kompakte Luxuslimousine wiederverwendet.

#### Eldorado Brougham

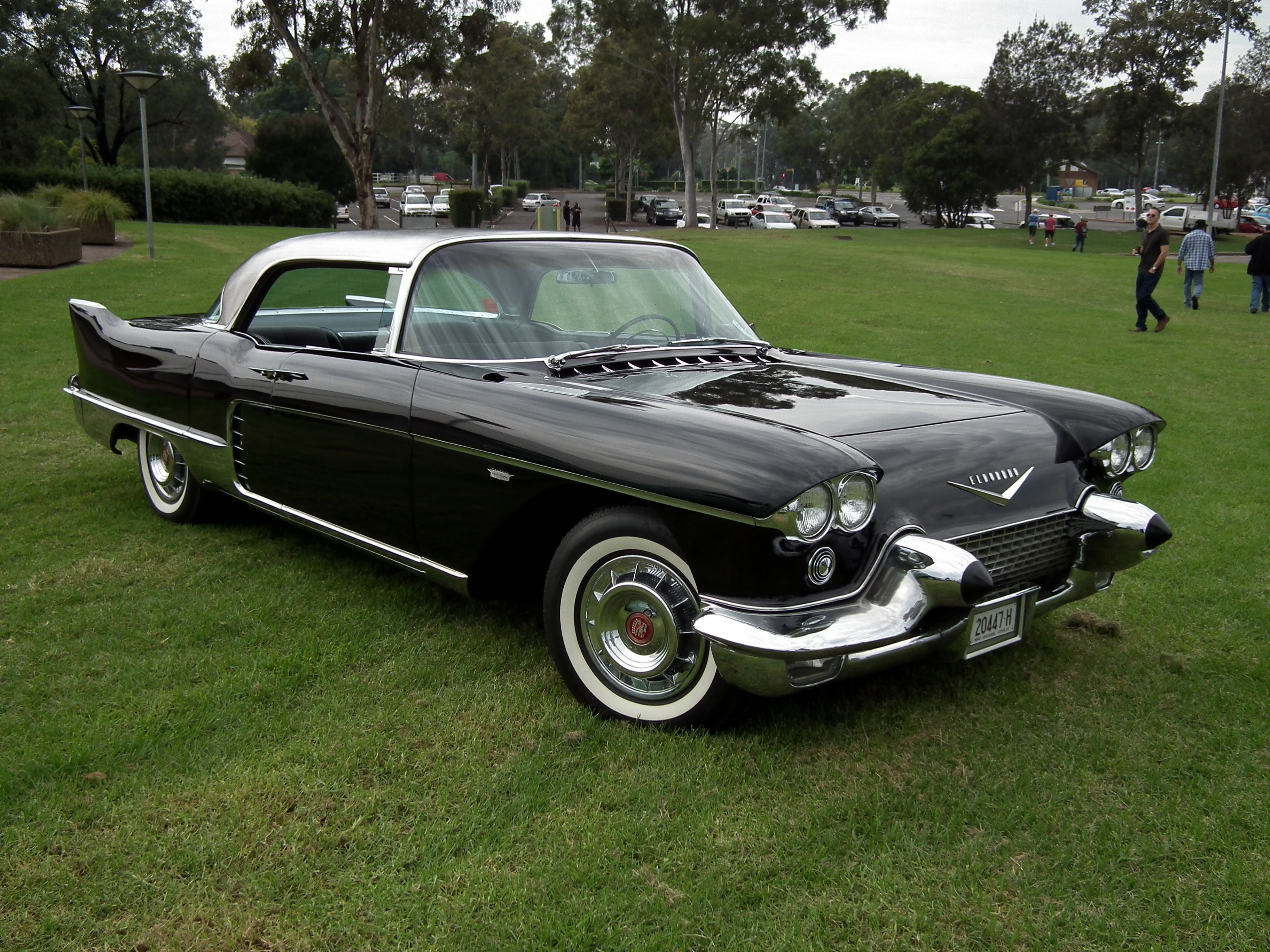
Cadillac Eldorado Brougham (1957)

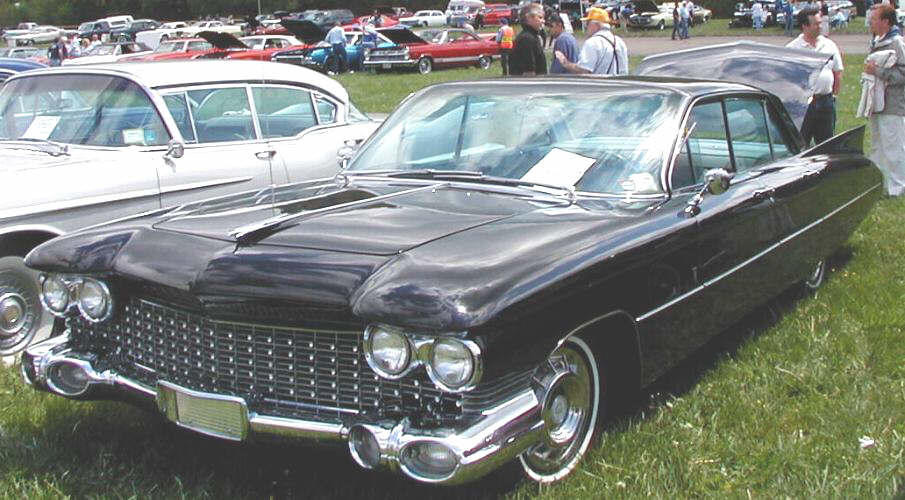
Mit Pininfarina-Karosserie: Cadillac Eldorado Brougham (1960)

Zum Modelljahr 1957 erschien als weiteres Mitglied der Eldorado-Linie eine viertürige Oberklasselimousine mit der Bezeichnung Eldorado Brougham. Sie wurde bis 1960 in drei verschiedenen Versionen und in sehr geringen Stückzahlen produziert. Die Eldorado Broughams waren technisch ambitionierte Fahrzeuge, die stilistisch eigenständig waren und weder mit den Standard-Cadillacs der Series 62 noch mit den Coupés und Cabriolets der Eldorado-Reihe äußerliche Gleichteile hatten.
Die erste, 1957 und 1958 produzierte Version des Eldorado Brougham basierte auf einem Showcar, das bereits zwei Jahre auf dem Pariser Autosalon gezeigt worden war. Das Auto hatte gegenläufig öffnende Türen, also hinten sogenannte Selbstmördertüren und verzichtete dabei auf einen Mittelpfosten. Als erster Cadillac war er mit einer Luftfederung ausgestattet. Die Bodenfreiheit war manuell einstellbar. Er war eines der ersten US-amerikanischen Autos, das vorn serienmäßig Doppelscheinwerfer hatte. Der Eldorado Brougham kostete mit 13.500 US-$ fast doppelt so viel wie ein Eldorado Biarritz oder ein Eldorado Seville. Alternativ erhielt man für den gleichen Preis drei Hardtop-Coupés der Series 62. 1957 und 1958 entstanden zusammen 1200 Exemplare des Eldorado Brougham. Der französische Luxuswagenhersteller Facel Vega kopierte mit seinem Excellence das Konzept des Eldorado Brougham.
Die 1959 vorgestellte Neuauflage des Eldorado Brougham ähnelte stilistisch mehr den Series-62-Limousinen des gleichen Jahrgangs. Ihren Aufbau hatte der italienische Karosseriehersteller Pininfarina entworfen. Von den Standard-Cadillacs unterschied sich der neue Eldorado Brougham vor allem durch den Verzicht auf eine vordere Panoramascheibe, glattere Wagenflanken und deutlich niedrigere Heckflossen. Das Pininfarina-Design beeinflusste die Gestaltung von Cadillacs Serienmodellen in den frühen 1960er-Jahren erheblich. Die Fertigung des Eldorado Brougham wurde aus Kostengründen weitgehend nach Italien verlegt. Cadillac ließ die Chassis zu Pininfarina nach Turin fliegen. Dort wurde in Handarbeit die Karosserie aufgebaut; die fertigen Autos wurden dann wiederum per Flugzeug zurück in die USA gebracht. Die 1959er Version des Eldorado Brougham kostete 13.075 US-$. In diesem Modelljahr entstanden 99 Exemplare. Die 1960er-Version war sehr ähnlich, im Detail allerdings nüchterner gestaltet. Pininfarina fertigte in diesem Jahr noch einmal 101 Fahrzeuge. Danach stellte Cadillac die Produktion des Eldorado Brougham ein.

## Eldorado mit Frontantrieb
Zum Modelljahr 1967 kam es zu einer Neuausrichtung des Eldorado. Der Eldorado wurde technisch und stilistisch von Cadillacs Standardmodellen gelöst und zu einem gänzlich eigenständigen Oberklassecoupé weiterentwickelt. Zur technischen Neupositionierung des Modells gehörte die Hinwendung zum Frontantrieb, der in dieser Klasse ein Novum darstellte. Ab 1967 war der Eldorado mit dem Oldsmobile Toronado verwandt; ab 1979 gehörte auch der Buick Riviera zu der Modellfamilie, innerhalb derer die Cadillac-Version jeweils die hochwertigste und teuerste Ausführung war. Der frontgetriebene Eldorado wurde bis 2003 in fünf Generationen produziert.

### Fleetwood Eldorado (1967 bis 1970)
Die erste Generation der frontgetriebenen Eldorado-Modelle galt als „das außergewöhnlichste Cadillac-Modell der 1960er-Jahre.“ Seine Entwicklung begann bereits 1959. 1962 die Entscheidung für die Umstellung auf Frontantrieb. Zuvor war bereits die Entwicklung eines Frontantriebsmodells für die Schwestermarke Oldsmobile beschlossen worden, die im 1966 vorgestellten Oldsmobile Toronado mündeten. Im Sommer 1963 wurde die technische Entwicklung des Oldsmobile und des Cadillac zusammengefasst. Dementsprechend hatten beide Modelle im Antriebsbereich dem Grunde nach die gleiche Technik. Der neue Eldorado war, anders als seine Vorgänger, ausschließlich als Coupé konzeptioniert. Der Karosserieentwurf wird dem GM-Designchef Bill Mitchell zugeschrieben; er gilt als eine seiner besten Arbeiten für General Motors. Vor- und Detailarbeiten leistete allerdings Charles „Chuck“ Jordan. Zu den besonderen Gestaltungsmerkmalen des Eldorado gehörten klare, gerade Linien mit scharfen Winkeln, die rückblickend als Razor Edge Design („Rasierkantendesign“) bezeichnet wurden. Hinter den langen Türen befand sich ein markanter Knick in der Gürtellinie. In den ersten zwei Jahren hatte der Eldorado verdeckte Frontscheinwerfer.
Das Fahrwerk des Eldorado entsprach in seinen Grundzügen dem des Oldsmobile Toronado. Die Vorderradaufhängung bestand bei beiden Modellen aus Drehstabfedern mit Teleskopstoßdämpfern. Hinten verwendete der Eldorado eine Starrachse mit halbelliptischen Blattfedern und insgesamt vier Stoßdämpfern. Anders als der Toronado, der zunächst rundum mit Trommelbremsen ausgestattet war, hatte der Cadillac von Anfang an vordere Scheibenbremsen. Als Motor wurde Cadillacs Standardtriebwerk verwendet. Im ersten Modelljahr handelte es sich dabei um einen 7,0 Liter großen Achtzylinder-V-Motor mit 340 SAE-HP, ab 1968 war es eine auf 7,7 Liter vergrößerte Einheit mit 375 SAE-HP, und 1970 erhielt der Eldorado exklusiv einen neuen Achtzylindermotor mit 8,2 Litern Hubraum, bei dem es sich um den größten in Serie produzierten PKW-Motor der Nachkriegszeit handelte. Seine Leistung betrug 400 SAE-HP. Die Kraft übertrug in allen Fällen eine Dreigangautomatik, die seitlich neben dem Motor installiert war.
Bei der Markteinführung kostete der Eldorado 6277 US-$, bis 1970 war der Preis auf 6903 US-$ gestiegen. Der Eldorado war damit teurer als jeder Cadillac Calais und DeVille, aber geringfügig günstiger als die viertürigen Limousinen der Series 60. Im ersten Modelljahr entstanden annähernd 18.000 Fahrzeuge, 1968 waren es 24.528, 1969 dann 23.333 und 1970, als der Eldorado exklusiv den 8,2 Liter großen Achtzylindermotor erhielt, schließlich 28.842 Autos.

### Fleetwood Eldorado (1971 bis 1978)

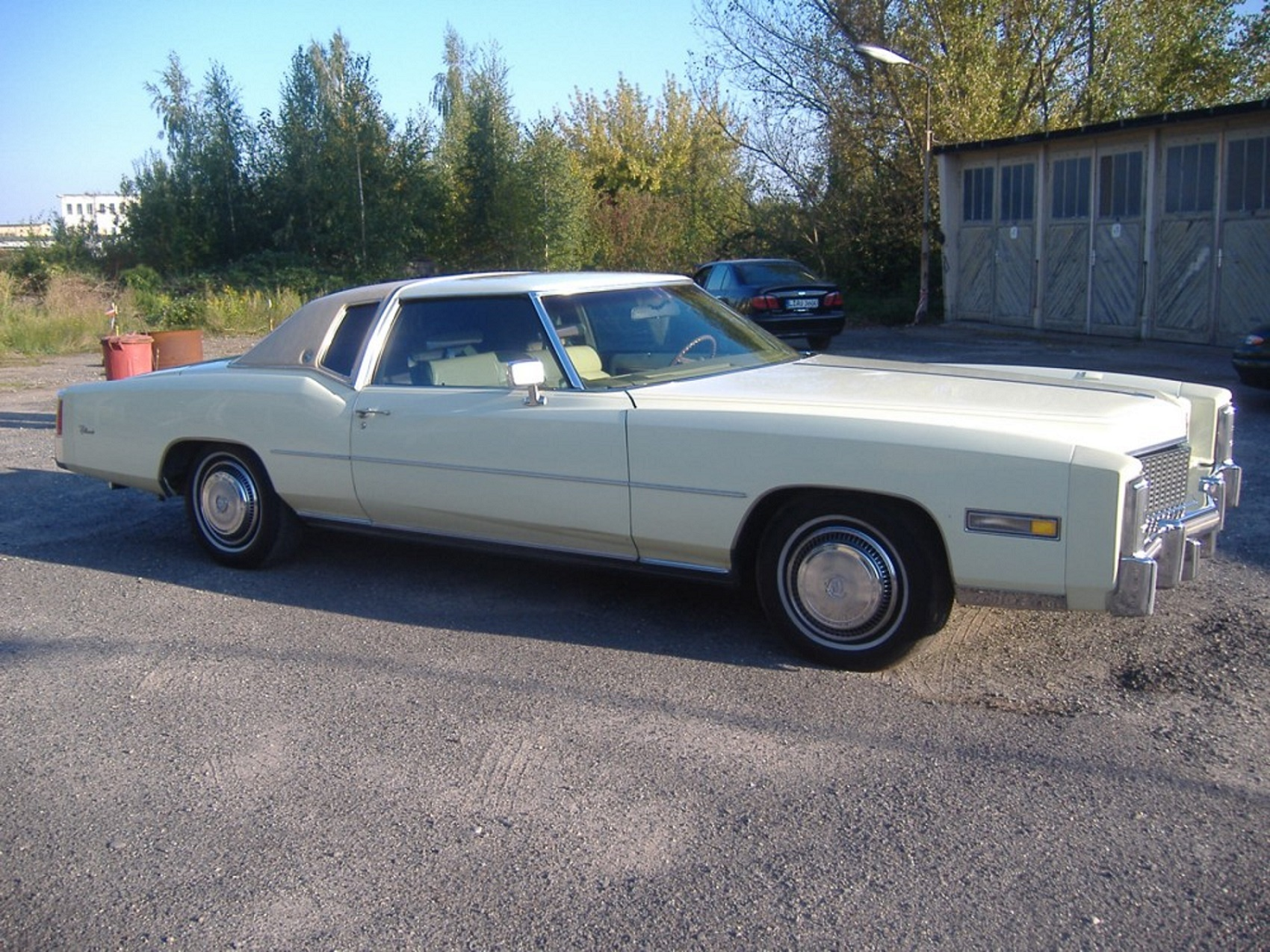
1975er Cadillac Eldorado Fleetwood Coupe

Nach vierjähriger Produktion des ersten frontgetriebenen Eldorado führte Cadillac zum Modelljahr 1971 die Nachfolgegeneration ein, die eine gänzlich neu gestaltete Karosserie trug. Der neue Eldorado wirkte deutlich massiger als sein Vorgänger und war nach Wahrnehmung von Kritikern plumper gestaltet. Anders als in der vorangegangenen Generation gab es nun neben dem Coupé auch eine Cabrioletversion des Eldorado. Sie war jetzt der einzige offene Cadillac, nachdem die Fertigung des DeVille Convertible mit Ablauf des Modelljahrs 1970 eingestellt worden war. Die zweite Generation der Frontantriebs-Eldorados blieb acht Jahre lang im Programm; zum Modelljahr 1975 erhielt sie allerdings ein sehr umfassendes Facelifting. Das überarbeitete Modell wirkte jetzt nicht mehr so plump, sondern gestreckter und damit etwas graziler. Das Weglassen der hinteren Radabdeckungen taten dem Wagen hierbei ebenfalls gut.
Als Antrieb diente zunächst weiterhin der 8,2 Liter (500 in3) große Achtzylindermotor, der 1970 eingeführt worden war. Seine Leistung wurde 1971 mit 365 brutto SAE-HP angegeben. Mit der Umstellung auf Netto-Werte zum Modelljahr 1972 lag die Motorleistung nach Werksangabe zunächst bei 235 netto SAE-HP (1972 und 1973), bevor sie infolge emissionsbezogener Modifikationen auf 210 netto SAE-HP (1974) und schließlich auf 190 SAE-HP (1975 und 1976) sank. Zum Modelljahr 1976 gab es wahlweise eine Version mit Benzineinspritzung, deren Leistung 215 SAE-HP betrug. Der 8,2-Liter-Motor, der seit 1975 der Standardantrieb auch aller anderen großen Cadillac-Modelle gewesen war, wurde mit Ablauf des Modelljahrs 1976 eingestellt. Sein Nachfolger war ein neu konstruierter Achtzylinder-V-Motor mit 7,0 Litern (425 Kubikzoll) Hubraum, dessen Leistung sich mittlerweile auf 135 kW (180 Netto SAE-HP) mit Doppel-Register-Vergaser bzw. 146 kW (195 Netto SAE-HP) belief.
Das Eldorado Cabriolet wog bei seiner Markteinführung leer 2335 kg; im letzten Produktionsjahr war das Leergewicht auf 2567 kg gestiegen. Die Coupés waren jeweils etwa 30 kg leichter.
Die offene Ausführung des Eldorado war in den 1970er-Jahren das einzige im Cadillac-Programm verbliebene Cabriolet, ab 1975 war er zudem das einzige offene Auto aus US-amerikanischer Produktion. Nachdem Cadillac die Produktionseinstellung des Cabrios zum Ende des Modejahrs 1976 angekündigt hatte, verkaufte das Unternehmen mit letzten Jahr insgesamt 14.000 Eldorado Convertibles. Viele von ihnen wurden von Sammlern und Spekulanten als Anlageobjekte erworben.
Der Eldorado der Jahrgänge 1971 bis 1978 wurde in der Presse zumeist kritisiert. Nach Ansicht des Magazins Automobile Quarterly gab es „keinen logischen Grund“ für den Kauf eines solchen Autos: Die Effizienz des Eldorado liege „nahe Null“; er habe das Handling eines Schleppkahns und sei das verbrauchsintensivste Auto auf dem Markt.

### Eldorado (1979–1985)
Nachdem Cadillac bereits zum Modelljahr 1977 seine Standard-Modelle der DeVille- bzw. Fleetwood-Reihe einem Downsizing-Programm unterzogen hatte, erschien zum Modelljahr 1979 schließlich die dritte frontgetriebene Generation des Eldorado, die nun ihrerseits deutlich verkleinert war. Die Länge des Coupés sank von 5,70 m auf 5,18 m, das Gewicht von 2,3 auf 1,75 Tonnen. Neu war die Aufhängung der Hinterräder. Sie waren nunmehr einzeln aufgehängt. Die für US-amerikanische Modelle jener Zeit unübliche Einzelradaufhängung war raumökonomischer als die bisher verwendete Starrachse. Sie trug dazu bei, dass der Innenraum des Eldorado ungeachtet seiner geringeren Ausmaße größer ausfiel als des Vorgängermodells.
Der Eldorado teilte sich ab 1979 die Technik und die Rohkarosserie nicht nur – wie bisher schon – mit dem Oldsmobile Toronado, sondern auch mit dem Buick Riviera, der 1978 eine Heckantriebsplattform genutzt hatte. Äußerlich waren alle Karosserien des Trios neu gestaltet. Anfänglich war der Eldorado ebenso wie die Schwestermodelle nur als zweitüriges Coupé erhältlich. Nachdem bereits seit Vorstellung des Modells mehrere unabhängige Karosseriebauunternehmen im Kundenauftrag zahlreiche Coupés in offene Viersitzer umgebaut hatten, entstand ab 1984 auch wieder werksseitig eine – sehr teure – Cabriolet-Version. Von ihr wurden insgesamt 5600 Cabriolets gefertigt.
Im Laufe der Jahre bot Cadillac fünf verschiedene Ottomotoren sowie einen Dieselmotor für den Eldorado an. Im Vergleich zu den früheren Eldorado-Modellen waren Hubraum und Motorleistung deutlich reduziert; das war eine Reaktion auf die fast jährlich strenger werdenden gesetzlichen Vorgaben zum Flottenverbrauch und zu den Emissionswerten. Der einzige Motor, der über den gesamten Produktionszeitraum des dritten Eldoraco-Coupés angeboten wurde, war ein 5,7 Liter großer Achtzylinder-Dieselmotor, den Oldsmobile zulieferte. Seine Leistung betrug 105 SAE-HP. Mit ihm waren der Eldorado und Cadillacs Standardmodelle untermotorisiert. Nur im Debütjahr war ein 5,7 Liter großer V8-Ottomotor mit 170 SAE-HP als Standardmotor vorgesehen, der 1980 durch einen Achtzylinder-V-Motor mit 6,0 Litern Hubraum (145 SAE-HP) ersetzt wurde. Im Folgejahr war er mit einer Zylinderabschaltung ausgerüstet, d. h., er arbeitete nach Belastungssituation vier, sechs oder acht Zylinder. Die Zylinderabschaltung funktionierte vielfach nicht fehlerfrei. Zusammen mit dem Achtzylinder-Dieselmotor beschädigte er zu Beginn der 1980er-Jahre den Ruf der Marke. 1981 und 1982 gab es alternativ einen von Buick zugekauften 4,1 Liter großen Sechszylindermotor mit einer Leistung von 125 SAE-HP – der erste Sechszylindermotor in der Geschichte Cadillacs –, der ab 1983 schließlich durch einen von Cadillac selbst entwickelten 4,1-Liter-Achtzylindermotor mit 125 PS bzw. 135 PS abgelöst wurde.
Als Luxusvariante war weiterhin das Eldorado Biarritz Coupé im Programm; die ab 1983 angebotene sportliche Version hieß Touring Coupé.
Der neue Eldorado fand auf dem Markt eine sehr gute Aufnahme. Bis 1985 entstanden insgesamt 454.000 Exemplare des dritten Frontantriebs-Eldorado. 1984/85 waren mit jeweils etwa 77.000 Stück die besten Eldorado-Jahre überhaupt.

### Eldorado (1986–1991)
Bereits im Sommer 1984 hatte Cadillac die Standard-Modelle der DeVille- und Fleetwood-Reihen zum zweiten Mal nach 1977 stark verkleinert. Ein Jahr später, zum Modelljahr 1986, erschien die vierte Generation des frontgetriebenen Eldorado, die ebenfalls erneut in Größe und Gewicht reduziert worden war. Die neuen Eldorado-Modelle nutzten wie der Oldsmobile Toronado, der Buick Riviera und der Cadillac Seville, dessen neue – dritte – Generation stilistisch eine viertürige Version des Eldorado war, auf der neu konstruierten E-Plattform.

#### Erste Serie (1986–1987)
Der im Spätsommer 1985 vorgestellte neue Eldorado war 340 mm kürzer und 380 kg leichter als sein direkter Vorgänger. Er wurde nur als zweitüriges Coupé angeboten. Die Rolle des offenen Sportwagens übernahm der zeitgleich vorgestellte Zweisitzer Cadillac Allanté, dessen Technik der des Eldorado entsprach, der aber eine individuelle, vom italienischen Designer Pininfarina entworfene Karosserie mit betont europäischen Linien hatte und doppelt so teuer war die der Eldorado. Der Eldorado hatte eine selbsttragende Karosserie. Die glattflächige, mit Breitbandscheinwerfern versehene Frontpartie des Eldorado orientierte sich an der des Allanté; im Übrigen war sein Aufbau aber gänzlich eigenständig. Die Wagenflanken waren glattflächig. Besonderes Merkmal war eine sehr schmale, fast senkrecht stehende C-Säule, die auf Wunsch mit einem Vinylüberzug versehen war. Das Design des neuen Eldorado wurde vielfach kritisiert. Es galt als uninspiriert oder langweilig; manchen Beobachtern war es zu nah an den Karosserien anderer, günstigerer GM-Modelle.
Als einziges Mitglied der Modellfamilie nutzte der Eldorado einen Achtzylindermotor, der vorn quer eingebaut war; die Schwestermodelle von Buick und Oldsmobile hatten stattdessen einen Sechszylinder-V-Motor. Der Achtzylinder des Eldorado hatte einen Hubraum von 4,1 Litern und leistete 97 kW (132 PS). Die Kraftübertragung erfolgte über ein automatisches Vierganggetriebe mit elektronischer Steuerung, das durch einen am Fahrzeugtunnel befestigten Hebel bedient wurde; die bislang übliche Lenkradschaltung entfiel. Der Eldorado war serienmäßig mit vier Scheibenbremsen ausgerüstet. Wie schon in der vorherigen Generation, war eine besonders hochwertig ausgestattete Version mit der Bezeichnung Eldorado Biarritz erhältlich.
Die extreme Reduzierung der Abmessungen bei zugleich deutlichem Leistungsverlust machte das Auto zu einem Misserfolg. Die Absätze brachen 1986 gegenüber dem Vorjahresmodell um mehr als 60 Prozent ein. Nach Im Debütjahr entstanden nur 21.342 Exemplare des Eldorado, 1987 fiel die Produktion auf 17.775 Fahrzeuge. Der mangelnde Erfolg wird in erster Linie mit den geringen Abmessungen des Eldorado erklärt: Die amerikanische Kundschaft habe ein derart kleines Fahrzeug im Segment der Oberklasse nicht akzeptiert.

#### Zweite Serie (1988–1991)
Zum Modelljahr 1988 griff GM die Kritik an den knappen Dimensionen seiner Personal Luxury Coupés auf. Nach zwei erfolglosen Jahren wurden der Eldorado, der Oldsmobile Toronado und der Buick Riviera stilistisch überarbeitet. Der Eldorado erhielt eine neue Front- und Heckpartie, wobei auch die C-Säule verbreitert wurde. Bei unverändertem Radstand wuchs dadurch die Gesamtlänge um fast 100 mm. Insgesamt wurde das Design als „klassischer“ wahrgenommen. Auch die Motorisierung wurde erneuert. 1988 bis 1990 sorgte ein erst 115 kW (157 PS), dann 135 kW (183 DIN-PS) starker 4,5-Liter-V8-Motor für Vortrieb, 1991 ein 4,9-Liter mit 149 kW (203 DIN-PS). Als Ergänzung zum Biarritz bot Cadillac ab 1989 auch wieder ein sportlich ausgerichtetes Touring Coupé an.
Der überarbeitete Eldorado war wesentlich erfolgreicher als die Modelle der ersten Serie. 1988 verdoppelte sich die Produktion im Vergleich zum Vorjahr auf 33.210 Fahrzeuge, in den folgenden Jahren entstanden 27.807 (1989), 22.292 (1990) und 16.212 (1991) Eldorados.

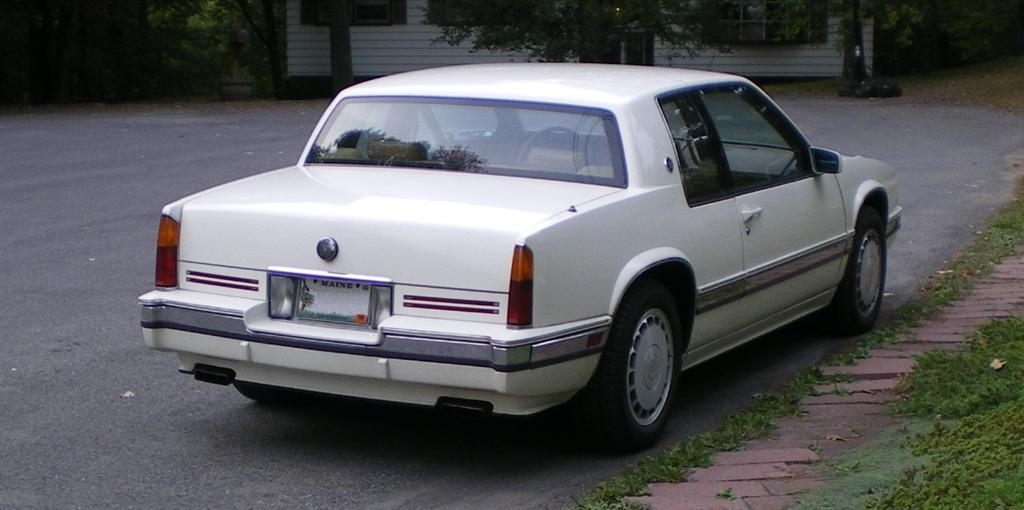
Heckansicht
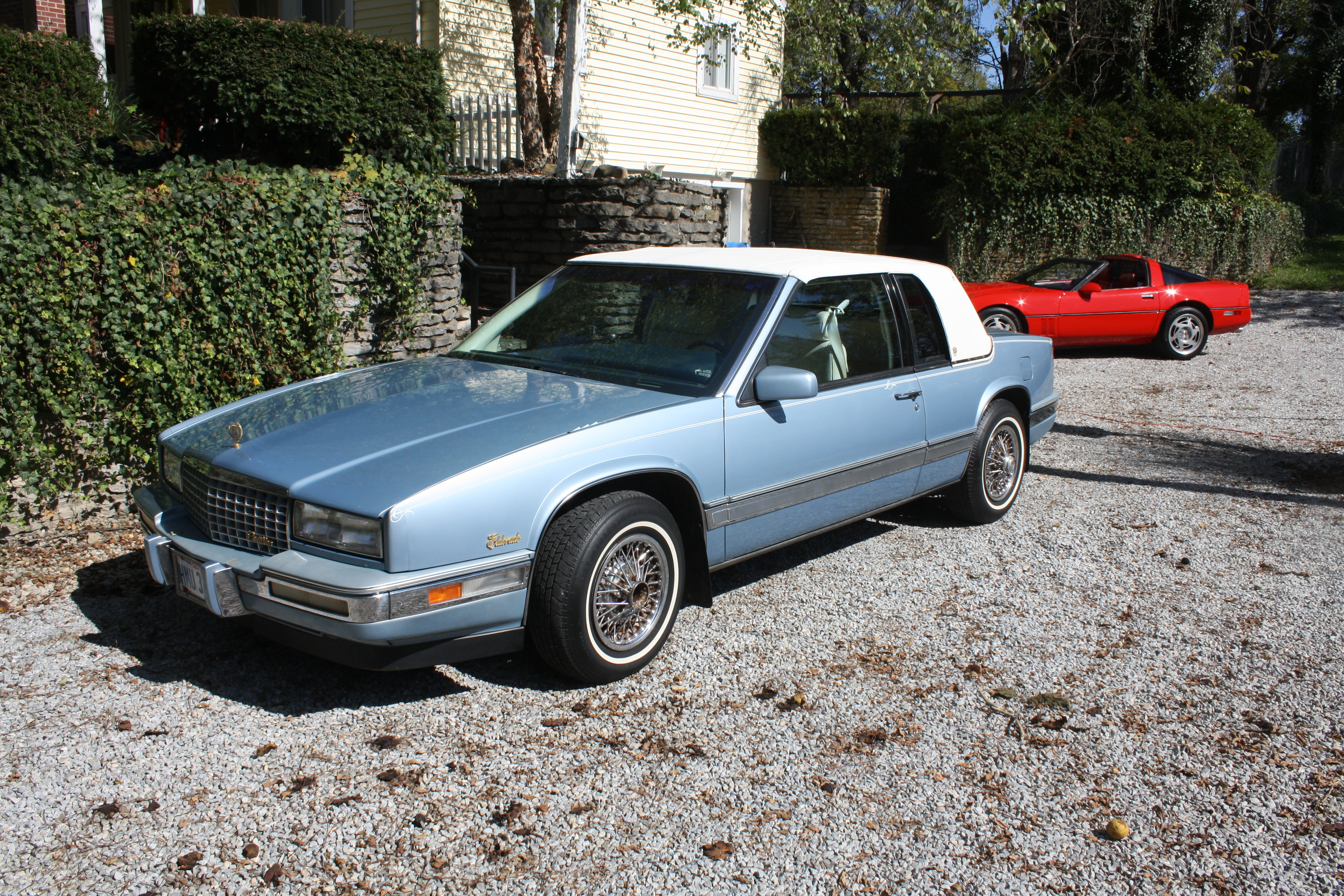
Cadillac Eldorado (1988) mit Vinyldach

### Eldorado (1992–2002)
Ende 1991 erschien die zwölfte und letzte Generation des Eldorado, nach einer Verzögerung, da Cadillac mit dem äußeren Erscheinungsbild anfangs (für ein Erscheinen im Modelljahr 1991) nicht zufrieden war, als komplett neues Modell, das sich technisch stark an den Cadillac Seville anlehnte und dessen betont kantiger Stil, insbesondere um die C-Säule herum, Erinnerungen an das erste Frontantriebs-Coupé von 1966 erweckte. Die formale, öffentliche Vorstellung des Serienmodells fand auf der NAIAS im Januar 1992 statt.
Der Eldorado wurde entweder als ESC (Eldorado Sport Coupe) oder als ETC (Eldorado Touring Coupe) vermarktet, letzterer hatte ein stehendes Cadillac-Emblem auf der Motorhaube, Cadillac-Wappen an der hinteren Säule, 16-Zoll-Leichtmetallräder im Mehrspeichen-Design und eine verdeckte Auspuffanlage.
Angetrieben wurde es im ersten Jahr durch den vom Vorgänger übernommenen 4,9-Liter-V8-Motor (149 kW/203 PS), danach vom neuen Cadillac Northstar-V8-Motor in zwei verschiedenen Leistungsstufen: 201 kW (273 DIN-PS) für das Basismodell, 216 kW (294 PS) für das Eldorado Touring Coupé und das Eldorado Sport Coupé (nur 1993 erhältlich).
Im Herbst 1995 wurde eine optische als auch technische Überarbeitung am Eldorado vorgenommen. Dabei erstarkte der Northstar-Motor auf 205 kW (279 PS) bzw. 224 kW (305 PS).
Die Verkaufszahlen des Eldorado der achten Generation beliefen sich im ersten Jahr auf über 31.000 Exemplare, danach sanken sie auf etwa 15.000 bis 25.000 Stück pro Jahr, mit weiter fallender Tendenz.
Die Produktion der letzten Eldorado-Generation im Lansing Craft Centre in Lansing im US-Bundesstaat Michigan endete im April 2002. Das letzte produzierte Fahrzeug wurde dem Cadillac-Museum gespendet.

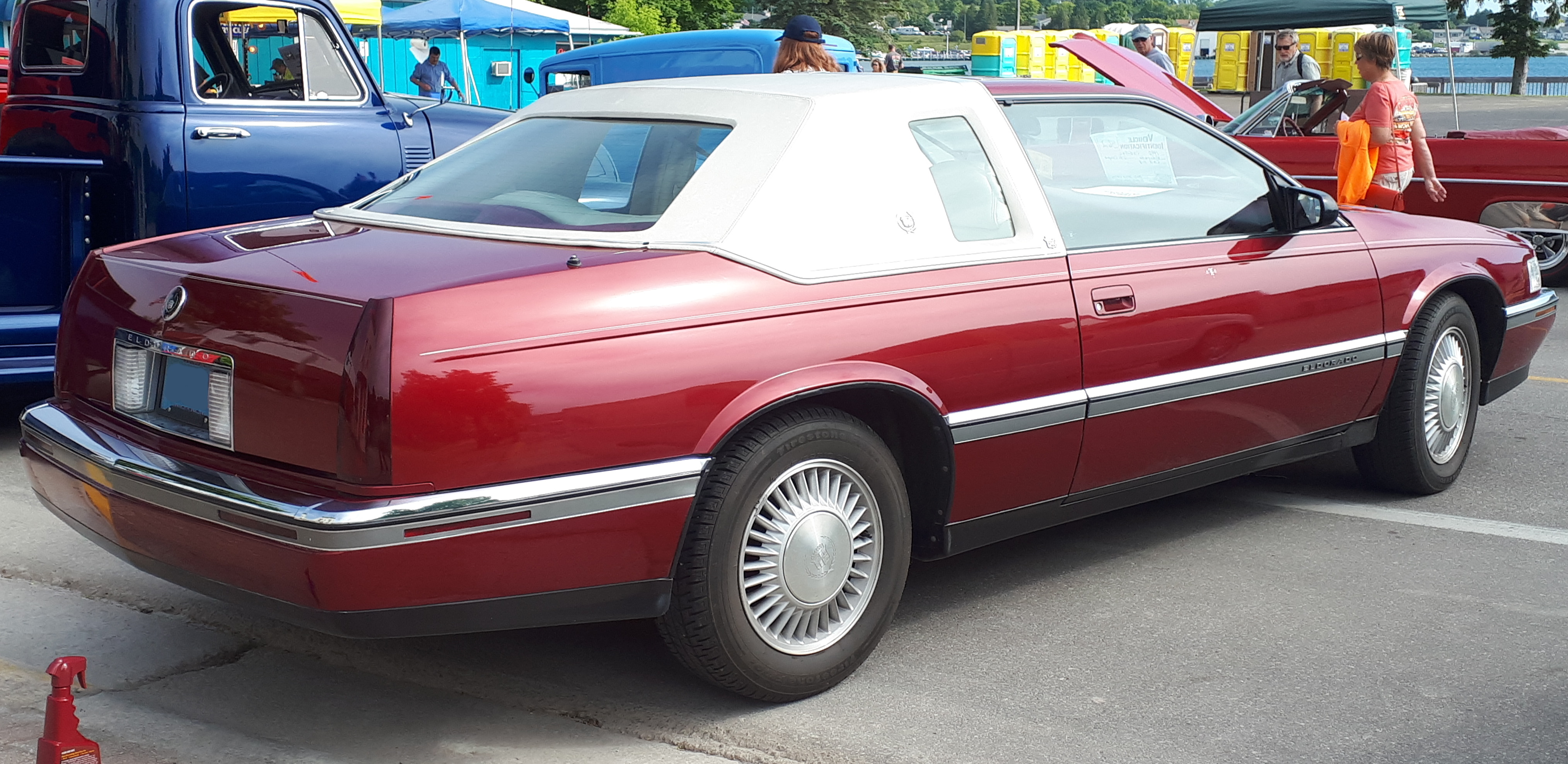
Heckansicht
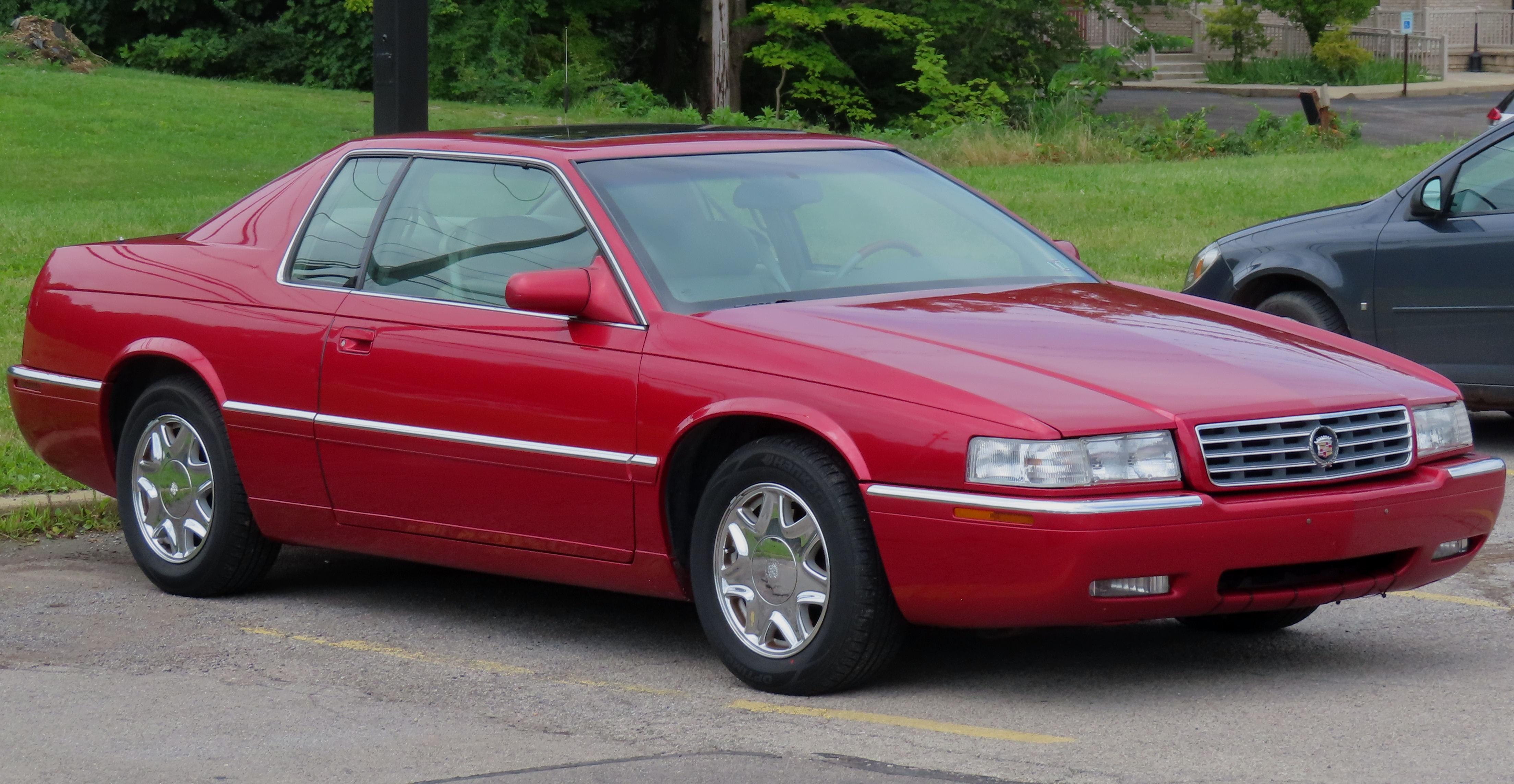
Cadillac Eldorado (1995–2002)
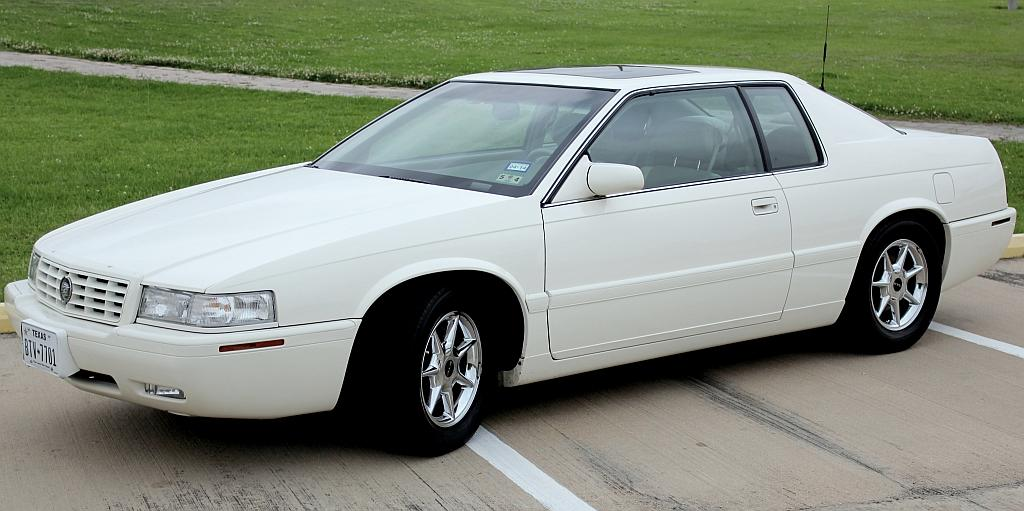
Cadillac Eldorado Collector Series (2002)
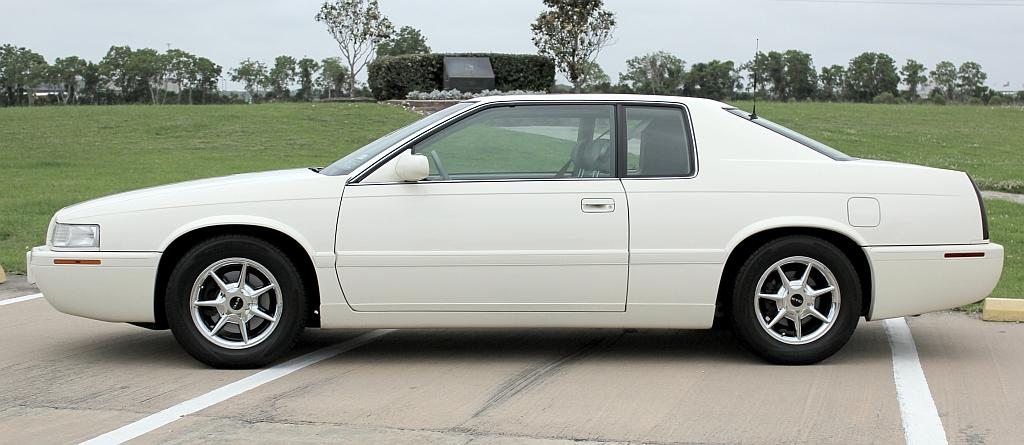
Seitenansicht
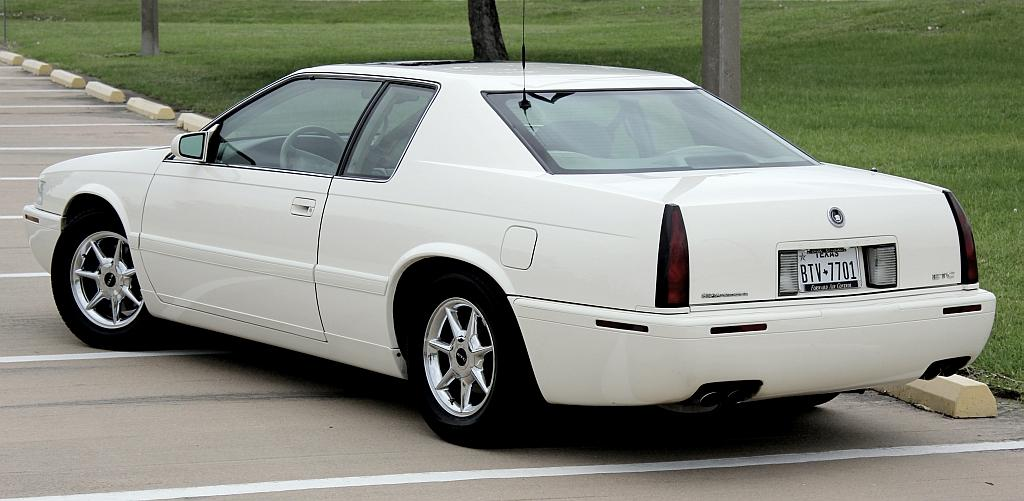
Heckansicht

#### Technische Daten (vom Bj. 1992 und 4.9 V8)
| Modell                          | 4.9                          |
| Zylinderzahl                    | V8                           |
| Hubraum                         | 4893 cm³                     |
| Max. Leistung                   | 149 kW (203 PS) bei 4100/min |
| Max. Drehmoment                 | 373 Nm bei 3000/min          |
| Höchstgeschwindigkeit           | 193 km/h                     |
| Getriebe (Serienmäßig)          | 4 Gang-Automatik             |
| Beschleunigung (0–100 km/h)     | 9,0 Sekunden                 |
| Verbrauch kombiniert (l/100 km) | 10–17 Liter                  |
| Tankinhalt                      | 71 Liter                     |

#### Schwachpunkte
Laut dem Magazin Motor Klassik Youngtimer weist das Modell folgende zehn Schwachpunkte auf:
1. zum Teil klappriges Interieur
2. Motorelektronik
3. Öl- und Kühlwasserverlust
4. Zylinderkopfdichtung
5. Stehbolzen (4.6 L)
6. Traggelenke Vorderachse
7. Stoßdämpferregelung
8. Steuergeräte
9. höherer Bremsenverschleiß
10. Bordcomputer